# Holzmann (Gemeinden Rechberg, Windhaag)
Holzmann ist ein Ort im Mühlviertel in Oberösterreich und Ortschaft der Gemeinden Windhaag bei Perg und Rechberg im Bezirk Perg.

## Geographie

### Lage
Die  zerstreuten Häuser liegen auf um die 400–570 m ü. A. im Unteren Mühlviertel, etwa 6 Kilometer nordöstlich der Stadt Perg, östlich von Windhaag.
Der Ort umfasst etwa 35 Gebäude, mit um die 100 Einwohnern (Stand 2001). Einige wenige Häuser ganz im Norden des Orts, an der Rechberger Straße, liegen schon im Gemeindegebiet Rechberg, sodass der Ort in zwei Gemeinden fällt.
Zu der Windhaager Ortschaft gehören auch die zerstreuten Häuser Joch (an der Kulmination des Ortschaftsgebietes), und die Einzellagen Kurz bei Joch, sowie Floh im Süden, und  Kloiber ganz im Norden.
Aus geologischer und geomorphologischer Sicht sowie unter Aspekten der Raumnutzung gehört Lehenbrunn zur oberösterreichischen Raumeinheit Aist-Naarn-Kuppenland.

### Grenzen
Die Nord- und Ostgrenze bildet der Modlerbach (im Oberlauf Kropfmüllerbach genannt), auch Tobrakanal (da er das Wasser zum Tobrabach und Tobra Richtung Mettensdorf zum Mettensdorfer Mühlbach und zur Schwemmnaarn nahe der Donau leitet). Gegen Osten bildet der Hausbergbach vom Windhaager Hausberg (563 m ü. A.) die Grenze zum Gemeindehauptort.
Nachbarortschaften
| Asching (Gem. Windhaag b.P.)           | Hiesbach (Gem. Rechberg)                    | Kürnstein (Gem. Rechberg)            |
| Windhaag bei Perg (Gem. Windhaag b.P.) | Kompassrose, die auf Nachbargemeinden zeigt | Kemet (Gem. Windhaag b.P., Rechberg) |
|                                        | Freindorf (Gem. Windhaag b.P.)              | Saxenegg (Gem. Münzbach)             |